# Bob Woodruff

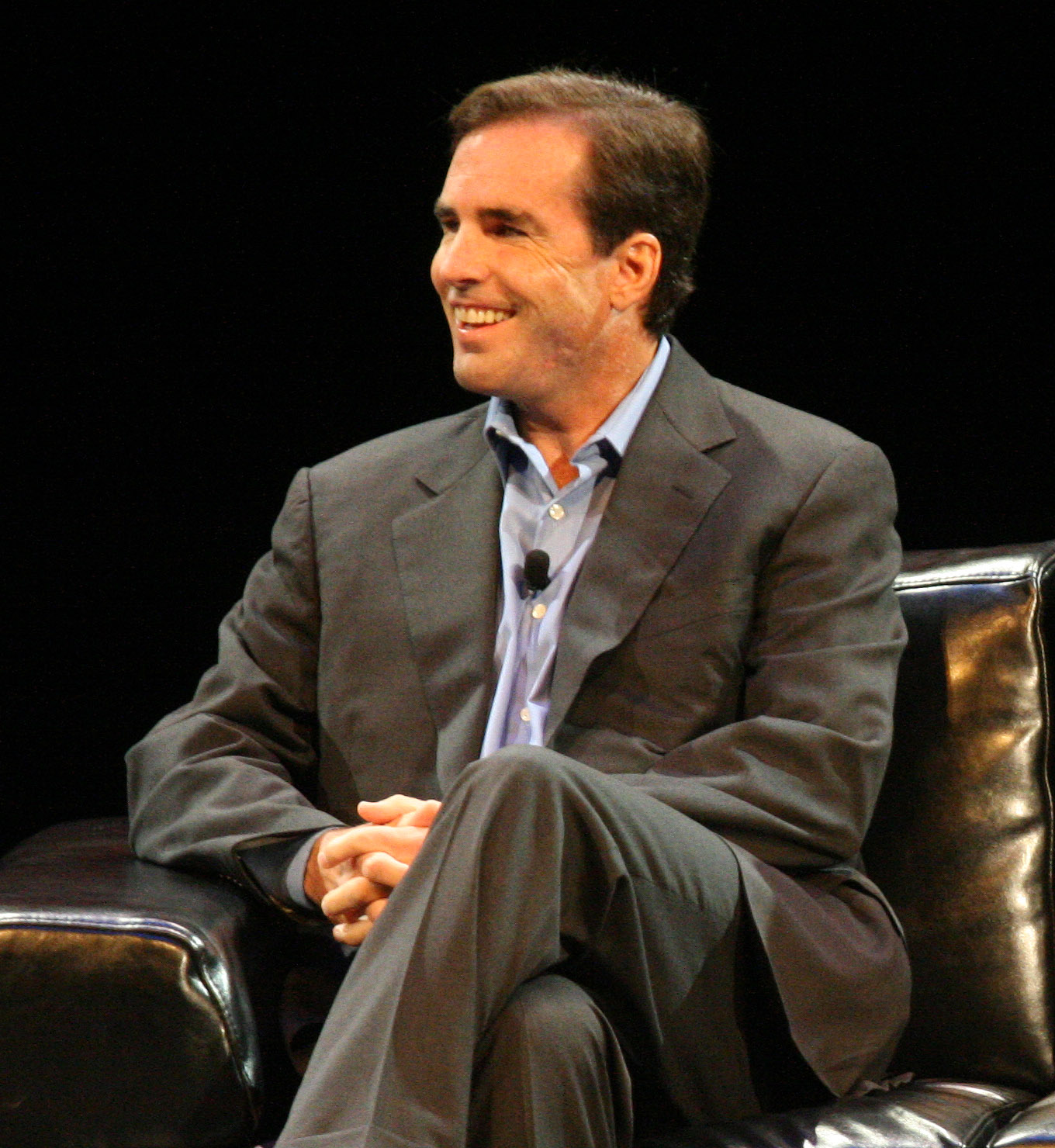
Bob Woodruff

Robert Warren „Bob“ Woodruff (* 18. August 1961 in Bloomfield Hills, Michigan) ist ein US-amerikanischer Fernseh-Journalist.

## Leben
Woodruff machte 1979 seinen Abschluss an der Privatschule Cranbrook Kingswood. Das Studium an der Colgate University schloss er 1983 als B.A. ab. Anschließend absolvierte er das J.D.-Programm der University of Michigan. Nach seinem Abschluss 1987 arbeitete er zunächst für Shearman & Sterling.
1989 lehrte Woodruff Recht in Peking; während der Tian’anmen-Massaker engagierte ihn CBS News als Dolmetscher vor der Kamera. Kurz darauf verließ er die Juristen-Laufbahn und wurde Vollzeit-Korrespondent – zunächst für Lokalsender, bis er 1996 zu ABC News wechselte.
Im Dezember 2005 trat er die Nachfolge von Peter Jennings als Ko-Moderator der World News Tonight an. Einen Monat darauf erlitt Woodruff bei einer Bombenexplosion im Irak schwerste Verletzungen.
Für seinen Beitrag über Kriegsveteranen erhielt er den Peabody Award.